# Rudi Johnson
Berudi Ali "Rudi" Johnson (født 1. oktober 1979 i Petersburg, Virginia, USA) er en tidligere amerikansk footballspiller, der spillede i NFL som running back. Hans karriere i ligaen strakte sig mellem 2001 og 2008, og han repræsenterede henholdsvis Cincinnati Bengals og Detroit Lions.
Johnsons præstationer blev en enkelt gang, i 2004, belønnet med en udtagelse til Pro Bowl, NFL's All Star-kamp.

## Klubber
- Cincinnati Bengals (2001–2007)
- Detroit Lions (2008)